# Marsdenia griffithii
Marsdenia griffithii là một loài thực vật có hoa trong họ La bố ma. Loài này được Hook. f. mô tả khoa học đầu tiên năm 1883.